# Albert Bernhard Frank
Albert Bernhard Frank (ur. 17 stycznia 1839 w Dreźnie, zm. 27 września 1900 w Berlinie) – niemiecki biolog, profesor botaniki, specjalista w zakresie fizjologii roślin i fitopatologii.
Ukończył szkołę podstawową i średnią w Dreźnie, a następnie na uniwersytecie w Lipsku studiował medycynę i nauki przyrodnicze, gdzie w 1865 otrzymał tytuł doktora nauk. Następnie podjął pracę na tym uniwersytecie, uzyskując w 1866 habilitację na podstawie rozprawy Über die Entstehung der Intercellularräume der Pflanzen. W 1878 został profesorem nadzwyczajnym botaniki Uniwersytetu w Lipsku, by w 1881 zostać profesorem fizjologii roślin na uczelni rolniczej (Landwirtschaftliche Hochschule Berlin) w Berlinie (obecnie Wydział Rolny Uniwersytetu Humboldta w Berlinie); w latach 1895-1897 był jej rektorem. W latach 1899–1900 kierował wydziałem biologii rolnictwa i leśnictwa w Cesarskim Urzędzie Zdrowia (Biologische Abteilung für Land- und Forstwirtschaft am Kaiserlichen Gesundheitsamt).
W okresie pracy na uniwersytecie w Lipsku prowadzone przez Franka badania dotyczyły głównie anatomii i fizjologii roślin. Zajmował się między innymi badaniem reakcji fototropicznych i grawitropicznych. W roku 1880 opublikował dzieło Die Krankheiten der Pflanzen z zakresu fitopatologii i tą tematyką zajmował się po podjęciu pracy na uczelni w Berlinie. Jako wykładowca przekazywał wiedzę z zakresu rolnictwa, leśnictwa i ogrodnictwa. Swoimi badaniami wykazał, że wnikające w korzenie sosny strzępki grzybów nie tylko nie wywołują objawów choroby lecz ich obecność przynosi korzyść drzewu. Zajmował się również badaniem brodawek korzeniowych wytwarzanych przez rośliny bobowate i umożliwiających symbiozę z bakteriami asymilującymi azot. 
Frank jako pierwszy użył terminów symbioza (w 1877) i mikoryza (w 1885). Od jego nazwiska pochodzą nazwy rodzaju Frankia i Frankiella. Nazwane przez niego gatunki oznacza się skrótem A.B.Frank.
Wybrane publikacje
- Beiträge zur Pflanzenphysiologie. Leipzig: 1868. Brak numerów stron w książce
- Lehrbuch der Pflanzenphysiologie. Berlin: 1890. Brak numerów stron w książce
- Die Krankheiten der Pflanzen, 2 Bde., Breslau 1880
- Die Krankheiten der Pflanzen. ein Handbuch für Land- und Forstwirte, Gärtner, Gartenfreunde und BotanikerLehrbuch der Botanik. Wyd. 2. Breslau: 1895-96. DOI: 10.5962/bhl.title.29599. Brak numerów stron w książce
- Lehrbuch der Botanik. Leipzig: 1892-93. DOI: 10.5962/bhl.title.29599. Brak numerów stron w książce